# Monumentul Natural Lacul Mineral Abano
Monumentul Natural Lacul Mineral Abano (în georgiană აბანოს მინერალური ტბა, transliterat: abanos mineraluri t'ba) este un mic lac carstic în municipalitatea Kazbegi⁠(d), în valea Truso⁠(d), pe malul stâng al râului Terek, la est de satul Abano⁠(d), la o altitudine de 2.127 m deasupra nivelului mării. 

## Caracteristicile lacului
Lacul a fost creat de un izvor subteran umplut cu dioxid de carbon, care iese la suprafață prin roci carbonatice din perioada Jurasicului târziu. Lacul „fierbe” zgomotos din cauza bulelor de dioxid de carbon care se sparg. Debitul izvorului este de 2,5 milioane de litri în 24 de ore. Suprafața totală a lacului este de 0,04 ha. Emisia de gaz în condiții de vreme calmă face ca dioxidul de carbon să se acumuleze în straturile inferioare. Animalele mici se sufocă atunci când se apropie de lac, motiv pentru care acolo se găsesc animale moarte, precum șoareci, șopârle, broaște și unele păsări.
Face parte din ariile protejate Kazbegi, împreună cu Parcul Național Kazbegi și cinci monumente naturale:

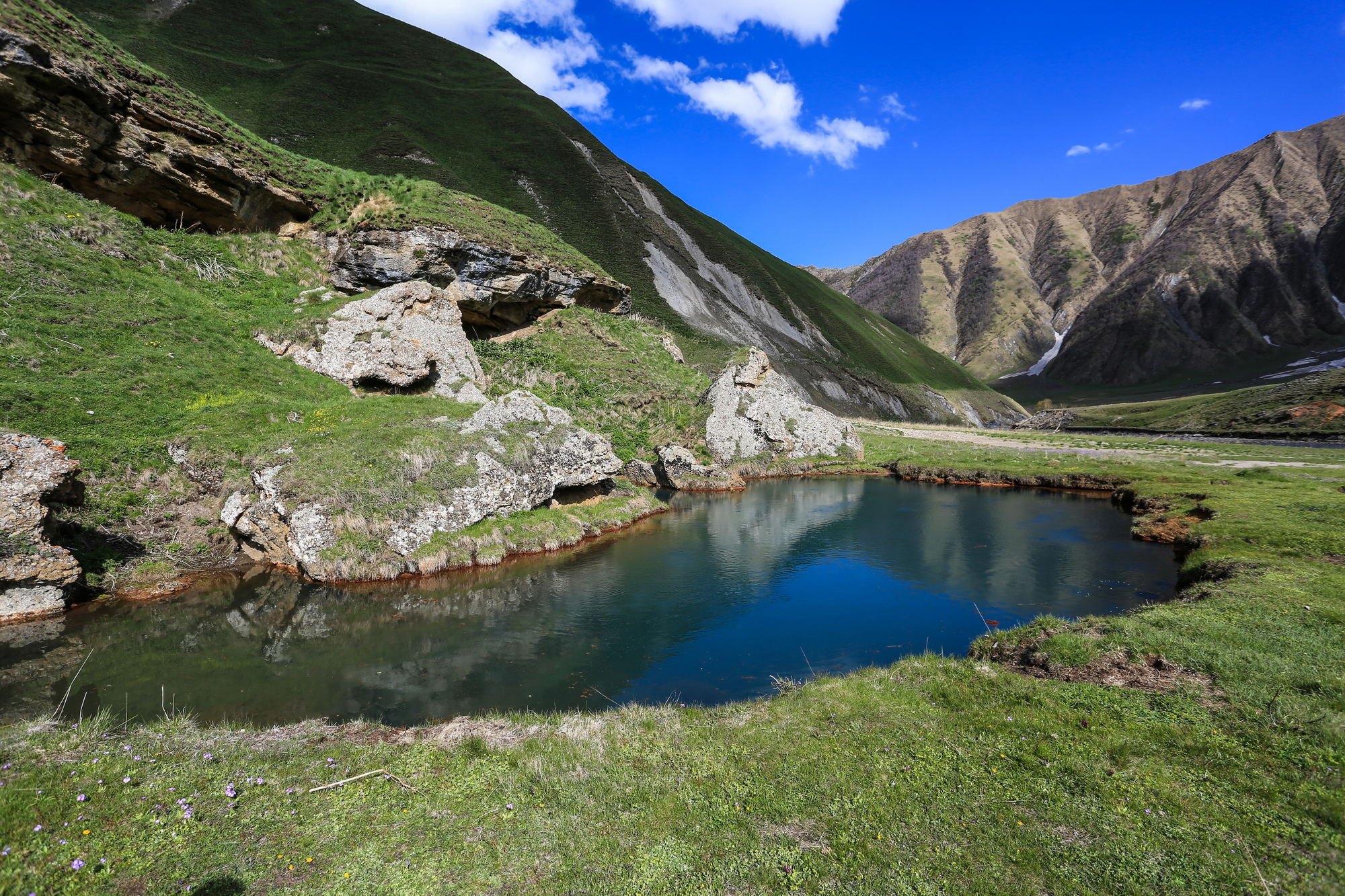
Lacul mineral Abano.

- Sakhizari Cliff ,
- Lacul mineral Abano,
- Travertin Truso ,
- Jvari Pass Travertin ,
- Keterisi Mineral Vaucluse